# SZTE Klebelsberg Könyvtár és Levéltár
Az SZTE Klebelsberg Könyvtár és Levéltár a József Attila Tanulmányi és Információs Központban található. Ez a könyvtár rendelkezik a dél-alföldi régióban a legnagyobb gyűjteménnyel, de országos szinten is az elsők között van. A gyűjteményeivel, hagyományos könyvtári szolgáltatásaival, elektronikus tartalom- és információszolgáltatásaival, valamint a szolgáltatásokra kiképzett és azok iránt elkötelezett személyi állományával az egyetem oktatási, kutatási feladatait támogató központi szolgáltató intézménye.

## Története
A szegedi Egyetemi Könyvtárat 1921-ben alapították, amikor a kolozsvári Ferenc József Tudományegyetem a trianoni békeszerződés után Szegedre költözött. Az egyetem tanárai, professzorai, és könyvtárosai ugyan megérkeztek Szegedre, de a könyvtár állománya Kolozsvárott maradt.
A szegedi Egyetemi Könyvtár az 1921-22-es tanévben a Dugonics téren kapott helyet, kezdetben csupán két helyiséggel, s induló állománya néhány nagykönyvtár fölöspéldányaiból állt: a Magyar Nemzeti Múzeum Széchényi Könyvtára 11.000, a Budapesti Egyetemi Könyvtár 9600, a Fővárosi Könyvtár 5700, az Akadémiai Könyvtár 5000 kötetet juttatott az újonnan alapított gyűjteménynek. A könyvállomány fokozatosan bővült hála az egyetemi tanárok és gyűjtők ajándékainak, magánkönyvtárak, hagyatéki könyvgyűjtemények felvásárlásának. A könyvtár első tíz évében a példátlan összefogás 155.000 kötetes gyűjteményt hozott létre. Az Egyetemi Könyvtár vezetői igazgatói rangban működő, de oktatói munkájukkal az egyetemhez is szorosan kötődő személyiségek voltak: a Kolozsvárról érkező Szádeczky-Kardoss Béla (1922, 1935-1936) és Dézsi Lajos (1923-1924), majd id. Bibó István (1924-1935), az önálló épület szükségességét szorgalmazó Sulica Szilárd (1936-1940) és a skandináv szépprózával foglalkozó Puskás Endre (1940-1944). A központi könyvtárral egy időben kialakultak az egyes karok, intézetek szakkönyvtárai is. A központi könyvtár szakmai vezetésével ez a könyvtári hálózat egészen 2004-ig fennállt.

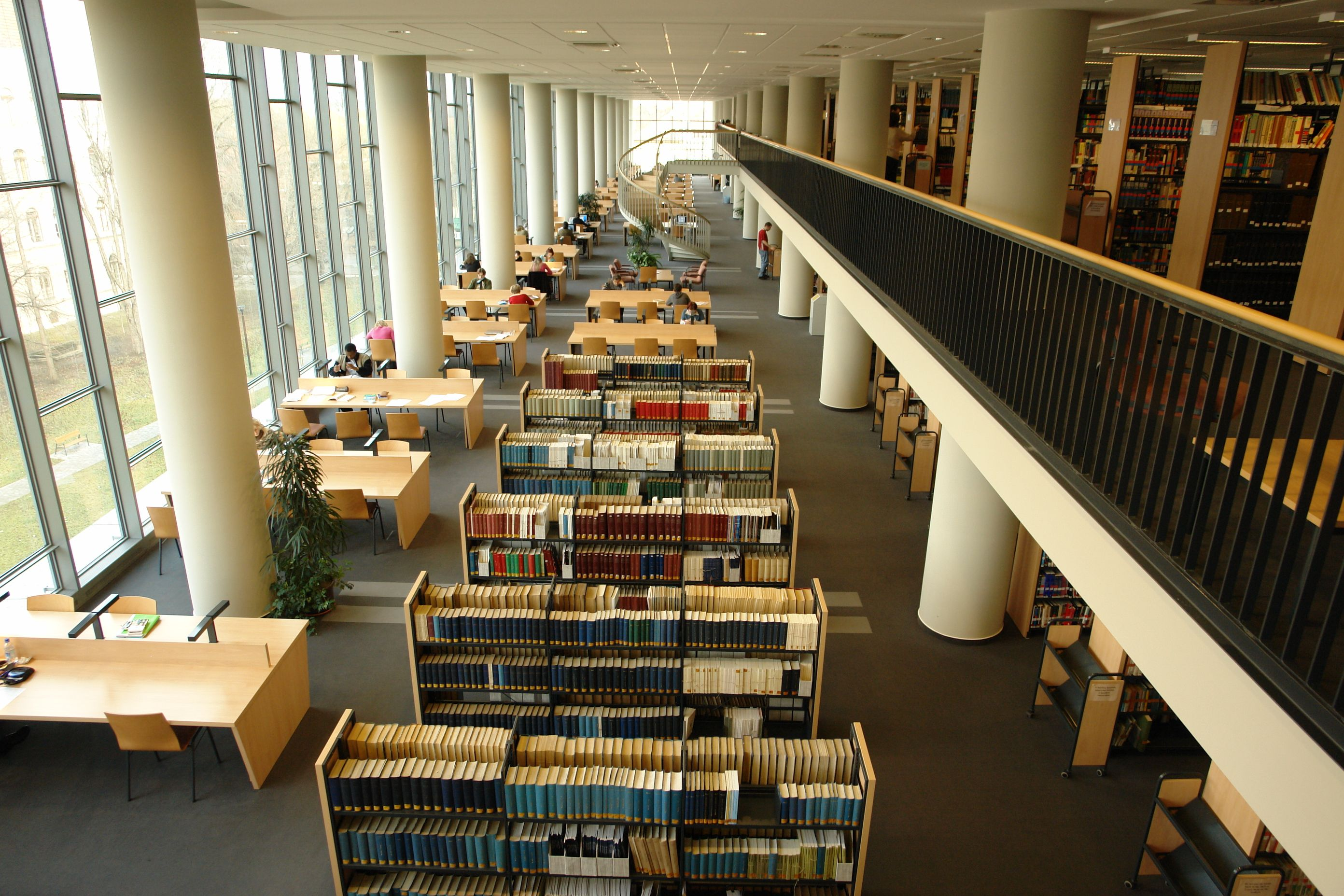
Az olvasóterem

A dokumentumok számának későbbi növekedése az államosított gyűjtemények (például az Esterházyak tatai és marcaltői könyvtára) mellett annak is köszönhető volt, hogy 1950-ben önálló költségvetést kapott a könyvtár. Hosszabb-rövidebb ideig több neves kutató is dolgozott könyvtárosként, így például Péter László (1954–1957), Lengyel András (1973-1980), Kulcsár Péter és Szegfű László, illetve 1950-től Bálint Sándor, aki az itt töltött idő alatt készítette el a Szegedi szótárt. Az igazgatói feladatokat 1944-1951-ig id. Csillik Bertalan egyetemi tanár (az újperzsa irodalomtörténet és a magyar rovásírás kutatója), majd Szekeres Pál (1951-1953), 1953-tól 1958-ig pedig Hencz Aurél, az államigazgatás kutatója látta el. Utódja 1958-1973 között Havasi Zoltán lett, aki később az Országos Széchényi Könyvtárat is vezette. Őt Karácsonyi Béla követte a főigazgatói székben (1973-1989).
Az 1960-as években az állomány elérte a 600.000 kötetet, megnőtt a külföldi könyv- és folyóirat-beszerzések száma és elindultak az első könyvtári körbevezetések. Ekkoriban született meg az egyetemen működő könyvtárak „tömbösítésének” gondolata. Az 1978-as kötelespéldány rendeletnek köszönhetően regionális központként 1-1 példányt az Egyetemi Könyvtárnak is juttattak. 1980-ban a könyvtár I. osztályú tudományos nagykönyvtár minősítést kapott.
Nagyarányú változást az 1990-es évek hoztak, megkezdődött az egyes könyvtári műveletek (feldolgozás, tájékoztatás, visszakeresés) elektronikussá tétele, így az Egyetemi Könyvtár az ország egyik legdinamikusabban fejlődő gyűjteményévé vált. 1991-ben hazánkban elsőként online elérhető könyvtári katalógust hoztak létre.
A legnagyobb változást a könyvtár használatában és szolgáltatásaiban az új könyvtári épület 2004-ben történő megnyitása jelentette. Az egyetem mintegy 70 tanszékének könyvtára „költözött össze” a József Attila Tanulmányi és Információs Központba, s vált integrált, egységes központi könyvtárrá. Így a szegedi Egyetemi Könyvtár mind a hagyományos könyvtári szolgáltatások, mind az elektronikus tartalom- és információ-szolgáltatások tekintetében az ország 4. legjelentősebb könyvtárává lépett elő. A hazánkban ekkor egyedülálló könyvtár tervének kidolgozása és a projekt sikeres megvalósítása, ill. a könyvtár teljes körű automatizációja Mader Béla főigazgatói munkássága (1990-2013) alatt zajlott le. 2013-tól 2022-ig a főigazgatói tisztséget Keveházi Katalin töltötte be. Működése alatt zajlott le az integrált könyvtár könyvtár szakmai konszolidációja, egy fejlettebb szervezeti kultúra és a tudományos publikációk létrejöttét ösztönző, támogató szolgáltatási-portfólió kialakítása. 2022. augusztus 16-tól a könyvtár főigazgatói tisztségét dr. Nagy Gyula tölti be.
2011. november 11-én, a Szegedi Tudományegyetem Napja alkalmából rendezett ünnepi szenátusi ülésen Szabó Gábor rektor bejelentette, hogy – az Egyetemi Szenátus döntése értelmében – Klebelsberg Kunoról nevezik el a szegedi Egyetemi Könyvtárat. A bibliotéka hivatalos neve tehát ettől a naptól: Szegedi Tudományegyetem Klebelsberg Kuno Könyvtára, vagy rövid változatban: SZTE Klebelsberg Könyvtár. Az Egyetemi Könyvtár névváltoztatásának legfőbb indító oka az volt, hogy Szegeden nem volt addig olyan jelentős intézmény, amely a Klebelsberg Kuno által talán legnagyobb figyelemmel támogatott területen, a tudomány, a felsőoktatás és a tudományos kutatás területén méltó emléket állítana nevének.
2025. június 1-től sor került az egyetemi könyvtár és a levéltár integrációjára. Ettől a naptól az intézmény új neve: SZTE Klebelsberg Könyvtár és Levéltár. A levéltár iratanyaga magába foglalja a Szegedi Tudományegyetem valamennyi szervezeti egységétől és azok jogelődjeitől származó dokumentumokat. Ide tartoznak az oktatási, kutatási, igazgatási és klinikai működés során keletkezett maradandó értékű iratok, valamint olyan dokumentumok is, amelyek az intézmény történetéhez kapcsolódnak, és magánszemélyektől (pl. professzori hagyatékok) vagy más intézményektől ajándékozás, letét vagy vásárlás útján kerültek be az állományba. A levéltár kiemelt feladatának tekinti az egyetemtörténeti kutatások támogatását. Elhelyezkedését tekintve szintén Szeged belvárosában, a Honvéd tér 6. szám alatt található, közel az egyetemi könyvtárhoz.

## Állománya

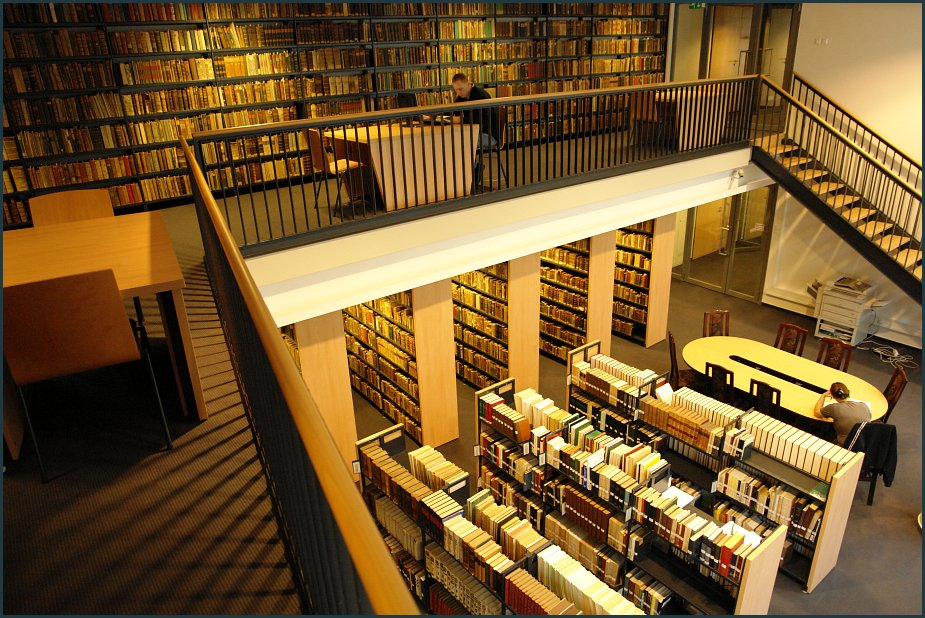
A Régi Könyvek és Kéziratok Tára

Az SZTE Klebelsberg Könyvtár mintegy 2 millió könyvtári egységet őriz és használtat, közülük több, mint 350 000 egységet nyilvános polcokon elérhetően. A könyvtár azon könyvei és folyóiratai (körülbelül 1,5 millió kötet), amelyek nem a szakolvasói terekben vannak elhelyezve, a hagyományos raktárakban (földszint, I., II., III. emelet), a tömör raktárakban (IV. emelet) és a külső raktárakban találhatók. Ezt egészíti ki a rohamosan növekvő digitális állomány, az elektronikus adatbázisok mellett ma már több, mint 110.000 szakfolyóirat elektronikus változatban is használható. Az Elektronikus Információszolgáltatás Nemzeti Program (EISZ) keretében és saját előfizetéssel több mint 200 általános és szakadatbázis áll a felhasználók rendelkezésére. Contenta repozitórium-rendszerében több mint 4,5 millió oldalnyi digitalizált tartalom érhető el. A hazai közgyűjtemények között ezzel az SZTE Klebelsberg Könyvtár országosan első helyen áll a saját tartalmak digitalizálásában és azok közzétételében.

## Szolgáltatások

### Helyben használat
A szabadpolcokon elhelyezett könyvek és folyóiratok szabadon kézbe vehetők és olvashatók a könyvtár olvasótermeiben és a különgyűjteményekben.
A földszinten található olvasói terek a következők: Folyóirat-olvasó, Referenszkönyvtár, Keleti Gyűjtemény, Zenei Gyűjtemény és Médiatéka.
Az emeleti szakolvasókon belül tematikus az elrendezés: a művek tudományágak, tudományterületek szerint vannak csoportosítva.
- Általános és társadalomtudományi szakolvasói tér (I. emelet)
- Történettudományi szakolvasói tér (II. emelet)
- Magyar és idegen nyelvi és irodalmi olvasói tér (III. emelet)
- Természettudományi szakolvasói tér (IV. emelet)
- Élettudományi szakolvasói tér (IV. emelet)

A könyvtár raktáraiban található példányok a Raktári kikérő program segítségével böngészhetők és kérhetők fel valamely szakolvasóba.

### Kölcsönzés
A szakolvasókban elhelyezett könyvek közül azok kölcsönözhetők, amelyeket csak egy, az adott szakolvasói térre jellemző színcsíkkal láttak el. Az olvasó kiválasztja a megfelelő könyvet, leemeli a helyéről és leviszi a földszinten lévő Kölcsönzőbe, ahol – beiratkozott olvasóként – azt kikölcsönözheti. A Zenei Gyűjtemény anyagát 2010. júniustól a gyűjtemény használói saját maguk is kölcsönözhetik, az itt elhelyezésre került önkiszolgáló kölcsönzésre alkalmas munkaállomáson az RFID technológiának köszönhetően. Ugyancsak tartalmaz kölcsönözhető példányokat a raktári állomány, melyekre a Raktári kikérővel adhatók le kérések. A kölcsönzés céljából kikért könyveket a Kölcsönzőben veheti át az olvasó. Az általános kölcsönzési idő 4 hét, melynek letelte előtt az olvasó élhet a hosszabbítás lehetőségével, ez alól kivételt a tankönyvek képeznek.

### Számítógép-használat
A könyvtár I. és III. emeleti számítógép kabinetében összesen 260 db számítógép áll az egyetemi polgárok rendelkezésére. A könyvtári beiratkozást követően internetezésre, illetve az MS Office programcsomag használatára (szövegszerkesztés, táblázatkezelés stb.) időbeli korlátozás nélkül lehet igénybe venni ezeket a számítógépeket. A kabinetben tartózkodó operátornál van lehetőség nyomtatni és fénymásolatokat készíteni, továbbá segítséget kérni vagy hibát bejelenteni.
Ezen túlmenően a könyvtár a hallgatók, oktatók számára Wi-Fi-hozzáférést is biztosít. 2007 decemberétől az SZTE Klebelsberg Könyvtár területén is működik az Eduroam szolgáltatás, melynek lényege, hogy az európai egyetemek közötti együttműködés keretében a programban részt vevő egyetemek egymás diákjai és oktatói számára wifis internet-hozzáférést nyújtanak.

### Könyvtárközi kölcsönzés
Az Országos Dokumentumellátási Rendszer tagjaként szolgáltató és fogadó könyvtárként is működik a könyvtárközi kölcsönzési szolgáltatás tekintetében.

## Különgyűjtemények

### Egyetemi Gyűjtemény
Megalapításának célja, hogy az egyetemtörténeti kutatásokat előmozdítsa, az egyetem oktatási-kutatási tevékenységére, társadalmi életére, kapcsolataira vonatkozó dokumentumokat gyűjtse, feldolgozza és megőrizze, valamint hogy a Szegedi Tudományegyetem hazai és nemzetközi tudományos életben betöltött szerepét bemutató kiadványok szerkesztésében közreműködjön. Az Egyetemi Gyűjtemény számos – főként képi – dokumentumát feldolgozza, illetve elérhetővé teszi a könyvtár médiarepozitóriuma, a "Képtár és Médiatéka", ahol nem csak adatbázis formában, hanem olykor virtuális kiállításként feldolgozva is megtekinthetők azok.
- Honlap

### Európai Dokumentációs Központ
Állománya az Európai Unióval kapcsolatos oktatást, kutatást támogatja. Az Egyetem polgárain kívül rendelkezésére áll a terület jogi, gazdasági és más társadalomtudományi szakemberei, kutatói számára. Közvetlen hozzáférést biztosít olyan fontos anyagokhoz, mint az EU hatályos jogszabályai, hivatalos jogi adatbázisa (11 nyelven) közvetlen online eléréssel, az Európai Bíróság határozatai, az Európai Parlament üléseinek jegyzőkönyvei, az EU intézményeinek nyilvános szerződései, közbeszerzési pályázatok, jogszabály tervezetek, az európai integráció, az uniós politikák (agrár-, szociál-, versenypolitika stb.) dokumentumai, valamint EU országok és csatlakozó országok statisztikai adatai.
- Honlap

### Hadtörténeti Gyűjtemény
A gyűjtemény „gerincét” az a kb. 1300 angol nyelvű kötet képezi, amely egy München közelében állomásozó amerikai katonai alakulat tulajdonában volt. Az egységet 1992-ben leszerelték, könyvtára pedig Király Béla akkori parlamenti képviselő közvetítése nyomán Magyarországra került.
Az anyag a könyvtár 2. emeleti olvasótermében, a Történettudományi szakolvasói térben kapott helyet. A gyűjtemény folyamatosan bővül: egyrészt új beszerzésekkel, másrészt beállításra kerülnek olyan korábban vásárolt művek, amelyek témájukban beleillenek a kollekcióba. A gyűjtemény honlapján további információk érhetőek el.
- Honlap

### Hispanisztika Gyűjtemény
Az Egyetemi Könyvtár Hispanisztika Gyűjteménye mintegy 6500 kötetet foglal magába. A hispanisztikakutatás sokoldalúságának megfelelően a legkülönbözőbb témájú könyvek együtt találhatóak: nyelvészet, irodalom (spanyol, portugál, latin-amerikai), történelem, néprajz és sok egyéb témájú könyv a legkülönbözőbb hispán-félszigeti nyelveken, elsősorban azonban spanyol nyelven. Alapját az SZTE BTK Hispanisztika Tanszékének volt könyvtára képezi, továbbá ajándékba kapott, (pl. hagyatékokból) vásárolt és nemzetközi cserék útján oda került könyvekből, folyóiratokból, valamint további beszerzésekből áll.
- Honlap

### Hungarika Gyűjtemény
A gyűjtemény az 1990-es évek elején jött létre azzal a céllal, hogy a külföldi diákoknak, idelátogató vendégeknek tájékoztatást nyújtson Magyarországról: idegen nyelveken ismerkedhessenek meg irodalmunkkal, nyelvünkkel, történelmünkkel, kultúránkkal, művészetünkkel. A jelenleg több, mint 2000 kötetes különgyűjtemény folyamatosan gyarapszik, az 1. emeleti olvasói térben található.
- Honlap

### Keleti Gyűjtemény
Az orientalisztikai különgyűjteményt Ligeti Lajos akadémikus tudós könyvtárának anyaga alapozta meg 1987 őszén: a professzor maga ajánlotta fel a szegedi egyetemnek a mintegy 11 ezer dokumentumot magába foglaló orientalisztikai könyvtárát. A gyűjtemény a későbbiekben több kisebb hagyatékkal bővült: K. Palló Margit turkológiai, Tardy Lajos grúz témájú, 2007-ben Róna-Tas András tibeti tárgyú könyveivel és különlenyomataival, valamint Németh Gyula bibliotékájával. 2013-ban Sinor Dénes gyűjteménye gazdagította az állományt. Végül a könyvtár saját beszerzéseivel kiegészülve egy közel 25.000 dokumentumból álló, európai viszonylatban is kiemelkedő orientalisztikai gyűjtemény jött létre, mely kiegészül 88-féle folyóirattal, 1500 kötetnyi szótárral, s nagyban hozzájárul a Szegedi Tudományegyetemen folyó altajisztikai, nyelvészeti, a keleti vallásokkal foglalkozó, valamint a sztyeppetörténeti kutató- és oktatómunkáknak szakirodalommal való ellátásához.
- Honlap

### Osztrák Könyvtár
Az Osztrák Külügyminisztérium a társadalmi átalakulást megélő Közép-, Kelet- és Dél-Európa országait 1990 óta ún. osztrák báziskönyvtárak létesítésével segíti. A Szegedi Tudományegyetem Német Tanszéke az első megajándékozott intézmények között szerepelt. A gyűjtemény a III. emeleti szakolvasói térben különgyűjteményként, szakrendben felállítva, a könyvtár minden olvasójának rendelkezésére áll. Állománya jelenleg több mint 7000 kötet könyvből áll (bibliográfiák, adattárak, lexikonok, szakszótárak, kézikönyvek, valamint forrásmunkák és feldolgozások). A különgyűjtemény könyvanyagát hírlapok és folyóiratok egészítik ki.
- Honlap

### Régi Könyvek és Kéziratok Tára
A Régi Könyvek és Kéziratok Tárában a könyvnyomtatás kezdetétől 1850-ig megjelent magyarországi vagy magyar vonatkozású nyomtatványokat és 1700-ig külföldön kiadott könyveket őrzik, jelenleg mintegy 13 700 kötetet. Emellett itt találhatóak a könyvtár régi „kincsei” is: ritkaságszámba menő kéziratok, a legrégibb nyomtatott magyar nyelvű szakácskönyv, mely 1698-ban jelent meg Kolozsvárott, Misztótfalusi Kis Miklós nyomdászműhelyében. Helyet kaptak itt Zsigmond-kori oklevelek, Arisztotelész egyik művének 15. századi másolata, vagy a Korán kézi festéssel díszített 17. századi szövege is.
- Honlap

### Társadalomelméleti Gyűjtemény
A Gyűjtemény 1985-től gyűjti a legálisan nem elérhető társadalomelméleti, eszme- és politikatörténeti munkákat, illetve emigráns és szamizdat kiadványokat. 1990 után a Gyűjtemény profilja kibővült, s ettől kezdve a határokon túli magyar kisebbség és a Közép- és Délkelet-Európában élő nemzeti és etnikai kisebbségek történetének és jelenének a dokumentálását és kutatását, továbbá a vonatkozó társadalomelméleti, politika- és eszmetörténeti szakirodalom gyűjtését is feladatának tekinti.
- Honlap

### Zenei Gyűjtemény
Az SZTE Klebelsberg Könyvtár földszintjén található a Zenei Gyűjtemény. A zenei és audiovizuális dokumentumok gyűjteményének állományát kották, könyvek, folyóiratok, videókazetták, hagyományos LP lemezek, zenei CD-k és DVD lemezek alkotják. A gyűjtemény legnagyobb részét a kották adják, mintegy 15 ezer műből választhatnak és kölcsönözhetnek az olvasók.
- Honlap

## Külső hivatkozások
- A könyvtár honlapja
- A könyvtári épület építésének honlapja
- A 2004. évi ünnepélyes átadás honlapja Archiválva 2019. február 13-i dátummal a Wayback Machine-ben
- Fotóalbum a könyvtárról 2005-ből Archiválva 2007. december 9-i dátummal a Wayback Machine-ben